# Internet Information Services
Internet Infromation Services (IIS) је веб сервер апликација коју је креирао и развио Microsoft за Windows оперативни систем. IIS је други најпопуларнији веб сервер, а испред њега предњачи само Apache HTTP Server. У марту 2010, 24,47% свих веб сајтова на Интернету је користило IIS.. Протоколи које IIS подржава су: FTP, FTPS, SMTP, NNTP и HTTP/HTTPS.

## Верзије
- IIS 1.0 - Windows NT 3.51 - доступан као бесплатни додатак
- IIS 2.0 -
- IIS 3.0 -
- IIS 4.0 -
- IIS 5.0 -
- IIS 5.1 -
- IIS 6.0 -
- IIS 7.0 - Windows Server 2008, Windows Vista (све едиције)
- IIS 7.5 -

IIS је по подразумевним подешавањима искључен, али се може инсталирати помоћу опције Install Windows Features. Неке функције нису омогућене у клијентским верзијама Windows-а.

## Историја
Први Мајкрософт-ов веб сервер био је истраживајући пројект на Европском Windows NT академском центру (енгл. European Microsoft Windows NT Academic Center (EMWAC)), део универзитета Единбурга у Шкотској, који је био дистрибуиран као бесплатан софтвер. Мајкрософт није могао да контролише проток на свом веб-сајту microsoft.com и тиме је био принуђен да развије свој веб сервер, IIS.
IIS је првобитно објављен као пакет веб сервиса за Windows NT 3.51. Верзијом 2.0, IIS је добио подршку за Windows NT 4.0 оперативни систем, а IIS 3.0 је увела могућност за Active Server Pages (ASP) динамичке стране.
Верзија 4.0 донела је могућност Gopher протокол.
Верзија 5.1 има ограничење на Windows XP-у којим се омогућавају само 10 конекција одједном и само један веб-сајт.
Са IIS-ом 6.0 додата је подршка за IPv6. Додат је и FastCGI модул.
IIS 7.0 није дошао са ограничењем, и он има боље перформансе од верзије 5.1 (Windows XP) зато што се ослања на HTTP.SYS кернел драјвер.

## Безбедност
Раније верзије IIS-а биле су погођене са више безбедносних пропуста, а главни међу њима био је злогласни црв назван Code Red, међутим верзије 6.0 и 7.0 тренутно немају ни један пријављен пропуст. У верзији 6.0 Мајкрософт је одлучио да промени понашање унапред инсталираног ISAPI руковаоца. ISAPI је најчешће био кривац у пропустима у верзијама 4.0 и 5.0. Поред тога IIS 6.0 додаје фунцкију која се зове Web Service Extensions и она спречава покретање било ког програма без одобрења администратора.
У тренутном издању, IIS 7.0, компоненте се достављају као модули па се самим тим смањује могућност за напад. Поред тога, безбедностне опције се додају као што је нпр. Request Filtering, који одбацује сумњиве Веб адреса адресе на основу кориснички дефинисаних скупа правила.

## Могућности IIS-a
7.0 је изграђен на модуларној архитектури. Модул или тзв. екстензија, може се додати или обрисати појединачно, тако да само модул потребан за одређену функционалност мора бити инсталиран. Верзија 7.0 садржи изворни модул као део пуне инсталације. Ови модули су појединачне модућности коју сервер користи за обраду захтева и обухвата следеће:
- - користе се за обављање послова који су специфични за обраду и процесирање захтева, као што је одговорарање на информације, враћање HTTP грешака и преусмеравање захтева.
- Безбедностни модули - користе се за обављање послова везаних за безбедност захтева и процесирања, као што су обављање ауторизације УРЛ-а и филтрирање захтева.
- Модули садржаја - користе се за обављање послова у вези са садржајем у захтеву, као што је обрада захтева за статичке фајлове, враћање подразумевне странице када клиент не наведе ресурс у захтеву и наводи садржај директоријума.
- Модули за компресију - користе се за обављање послова везаних за компресију у захтеву, примењујући Gzip компресију за пренос кодирања до одговора и обављање пре-компресије статичких садржаја.
- Модули за кеширање - користе се за обављање послова везаних за кеширање у захтеву, као што су чување обрађених података у меморији на серверу и коришћење кешираног садржаја у каснијим захтевима за исти ресурс.
- Модули за евиденцију и дијагностику - користе се за обављање послова везаних за евиденцију и дијагностику у захтеву

IIS 5.0 или новији подржава следеће механизме за аутентикацију (потврђивање):
- Основни приступ за потврду идентитета
- Digest приступ за потврду идентитета
- Интегрисана Windows Аутентикација
- аутентикација (није подржано у Windows Server-у 2008 и новијим)

IIS 7.5 укључује следеће додатне безбедностне опције:
- ИП сигурност
- Филтрирање захтева
- УРЛ ауторизација